# Terebellomorpha
Terebellomorpha und Terebelliformia sind zwei synonym gebrauchte Namen eines meist als Ordnung oder Unterordnung kategorisierten Taxons überwiegend sessiler und röhrenbauender, als Filtrierer lebender Vielborster (Polychaeta), die in Meeren weltweit zu finden sind.

## Merkmale
Laut der Originalbeschreibung von Berthold Hatschek besitzen die Terebellomorpha meist nur an den vordersten Segmenten Parapodial-Kiemen. Das Prostomium ist reduziert und trägt Büschel von fadenförmigen, mit Wimperrinnen ausgestatteten Buccaltentakeln (bei Hatschek „Kopffäden“ und bei Carl Claus „Fühler“). Der Schlund (Pharynx) ist nicht vorstülpbar. Die Parapodien sind zweiästig, also „zu zwei Borstenhöckern geteilt“.
Der Körper der Terebelliformia wird auf Grund äußerer morphologischer Merkmale unterteilt in einen Thorax, an dessen Segmenten die Parapodien mit borstentragenden Notopodien und Neuropodien ausgestattet sind, sowie ein Abdomen, an dessen Segmenten nur Neuropodien mit Borsten sitzen. Während also typischerweise Notopodien am Abdomen fehlen, gibt es einige Formen, bei denen es am Abdomen zu kurzen Papillen reduzierte borstenlose Notopodien gibt. Bei den Pectinariidae besteht der Körper aus drei Abschnitten: ein Thorax mit zwei borstenlosen und kiemenlosen Segmenten, zwei kiementragenden Segmenten und drei Segmenten nur mit Notopodien, ein Abdomen sowohl mit borstentragenden Notopodien als auch mit borstentragenden Neuropodien sowie eine saugnapfartige End-Skaphe, eine schüsselförmige, aus den letzten fünf miteinander verschmolzenen Segmenten gebildete und seitlich mit stachelartigen Borsten besetzte Struktur. Nach Auffassung von Nogueira, Hutchings und Fukuda (2010) sind jedoch die beiden erstgenannten Abschnitte mit dem Thorax, die End-Skaphe dagegen mit dem Abdomen der übrigen Terebelliformia homolog.

## Systematik

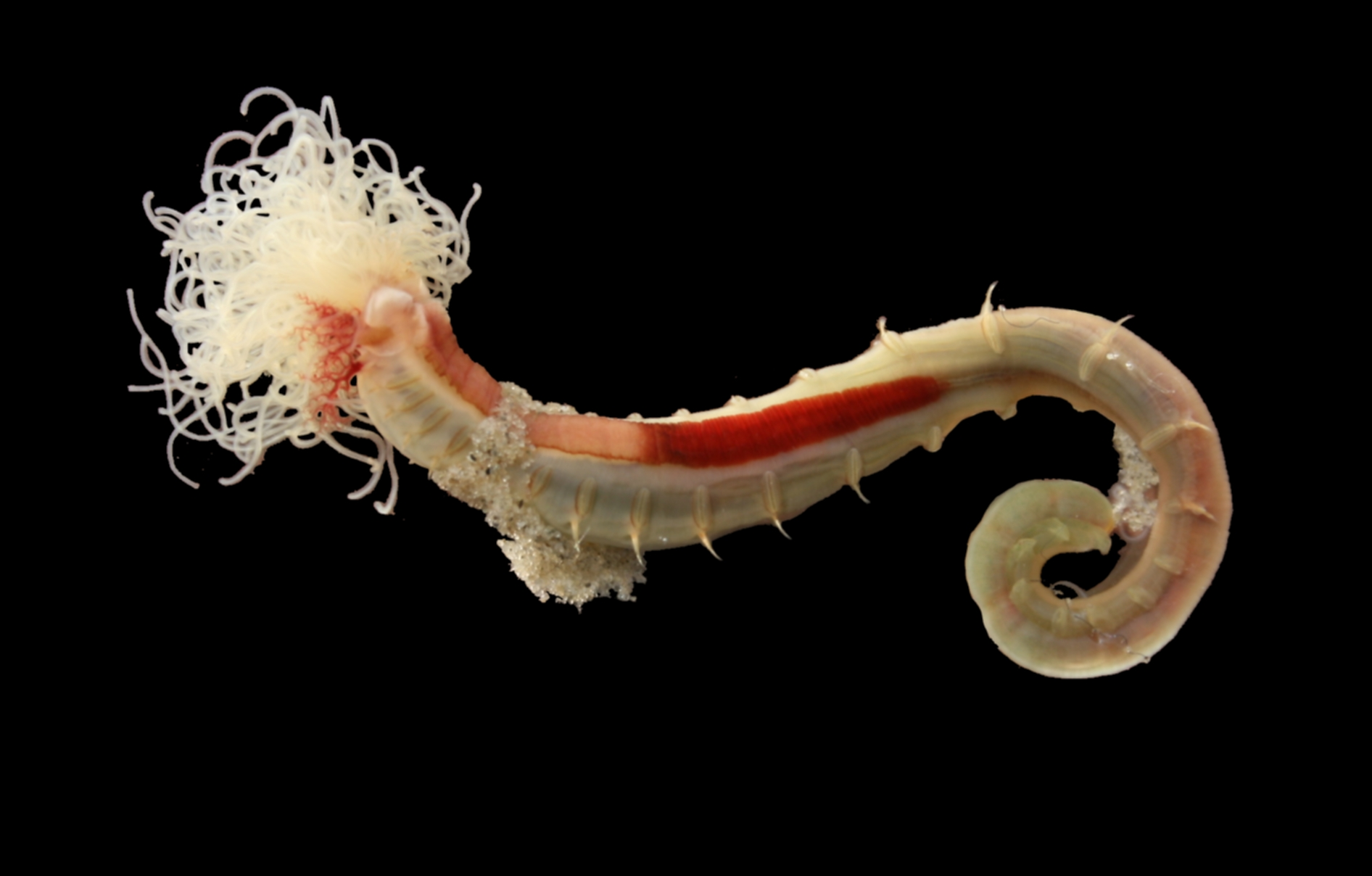
Lanice conchilega ohne Wohnröhre

Berthold Hatschek beschrieb 1893 in seinem System der Anneliden die Terebellomorpha (neben den Spiomorpha, Amphinomorpha, Nereimorpha, Drilomorpha und Serpulimorpha) als eine von sechs Unterordnungen innerhalb der Ordnung der Polychaeta und stellte in diese die Terebellidae und die später mit den Pectinariidae synonymisierten Amphictenidae Grube, 1850. Rodney Phillips Dales stellte 1962 die umfangreichere Ordnung Terebellida auf, in die er neben den Pectinariidae und Terebellidae auch die Familie Ampharetidae einschloss. Gregory W. Rouse und Kristian Fauchald stellten 1998 in die Unterordnung Terebellida innerhalb der Ordnung Canalipalpata auch die zuvor von Kristian Fauchald innerhalb der Ordnung der Spionida als Cirratuliformia zusammengefassten Familien Cirratulidae und Acrocirridae, mit denen sie als gemeinsame Merkmale die kräftige Kehlmembran und die Produktion von Blutzellen im dorsalen Blutgefäß haben. Struck, Golombek und andere (2015) sehen dagegen die Terebelliformia auf Grund phylogenetischer Untersuchungen auf molekulargenetischer Grundlage als Schwestergruppe der Arenicolidae, mit denen zusammen sie wiederum eine Schwestergruppe zu den Clitellata bilden, und finden keine enge Beziehung zu den Cirratuliformia.
Entsprechend dem auch von Nogueira, Hutchings und Fukuda (2010) genannten Umfang der Terebelliformia zählen Geoffrey Read und Kristian Fauchald 2018 zur Unterordnung Terebellomorpha innerhalb der Ordnung Terebellida folgende Familien:
- Alvinellidae Desbruyères & Laubier, 1986
- Ampharetidae Malmgren, 1866
- Pectinariidae Quatrefages, 1866
- Terebellidae Johnston, 1846
- Trichobranchidae Malmgren, 1866